# قلب‌های پلاستیکی
قلب‌های پلاستیکی (انگلیسی: Plastic Hearts) هفتمین آلبوم استودیویی خواننده آمریکایی مایلی سایرس است که در ۲۷ نوامبر ۲۰۲۰ توسط آرسی‌ای رکوردز منتشر شد. این نخستین آلبوم کامل سایرس از زمان اکنون جوانتر (۲۰۱۷) و نخستین اثر خود از زمان اون داره میاد (۲۰۱۹) است. نام آلبوم در ابتدا اون مایلی سایرس است بود و برای انتشار در سال ۲۰۱۹ برنامه‌ریزی شده بود؛ با این وجود، طلاق سایرس با لیام همسورث، جراحی تار صوتی و دنیاگیری کروناویروس تاخیرهای عمده‌ای را ایجاد کرد. این آلبوم سبک‌های مختلفی شامل راک، پاپ راک، سینث-پاپ و گلم راک را تجربه می‌کند. سایرس در تهیه این آلبوم با تهیه‌کنندگان مختلفی، عمدتاً با اندرو وات و لوئیس بل، کار کرد.
«آسمان نیمه‌شب» به عنوان تک‌آهنگ آغازین قلب‌های پلاستیکی در ۱۴ اوت ۲۰۲۰ منتشر شد، و به رتبه ۱۴ در ۱۰۰ آهنگ داغ بیلبورد ایالات متحده رسید. «زندانی» با همراهی خواننده انگلستانی دوآ لیپا و «فرشته‌ای مثل تو» به عنوان تک‌آهنگ‌های بعدی منتشر شدند. این آلبوم به صدر جدول آلبوم‌های راک برتر بیلبورد و نیز رتبهٔ دوم بیلبورد ۲۰۰ رسید. نقدهای این آلبوم عموماً مثبت بود.

## زمینه و تهیه-تولید
«[اکنون جوان‌تر] به‌طور واضح کمی تحت تأثیر موسیقی کانتری بود، اما من هنوز هم موسیقی پاپ را دوست دارم و عاشق موسیقی‌ای هستم که در کلاب‌ها پخش شود.»

— سایرس در مورد تغییر خود در جهت موسیقی از زمان اکنون جوان‌تر (۲۰۱۷) صحبت می‌کند.
سایرس از فرهنگ جریان اصلی هیپ هاپ که هنگام کار بر روی آلبوم‌هایش بنگرز (۲۰۱۳) و مایلی سایرس و حیوانات خانگی مرده‌اش (۲۰۱۵) با آن درگیر بود، فاصله گرفت و در حالی که ششمین آلبوم استودیویی خود را به نام اکنون جوانتر (۲۰۱۷) ساخت، به سمت عناصر موسیقی کانتری «ریشه دار» متمایل شد. این آلبوم در ۲۹ سپتامبر ۲۰۱۷ منتشر شد و به عملکرد ضعیف و تجاری کمی دست یافت. آلبون در متاکریتیک، میانگین نمره ۵۸ از ۱۰۰ را بدست آورد، و با فروش هفته اول ۳۳۰۰۰ نسخه و ۴۵۰۰۰ واحد معادل آلبوم در رتبه پنجم بیلبورد ۲۰۰ ایالات متحده آمریکا قرار گرفت. تک‌آهنگ آغازین آن «مالیبو» به نهمین تک‌آهنگ برتر او در ده رتبه برتر ۱۰۰ آهنگ داغ بیلبورد ایالات متحده تبدیل شد، در حالی که «اکنون جوانتر» در رتبه ۷۹ به اوج خود رسید. سایرس تأیید کرد که تنها یک ماه پس از انتشار آلبوم تک‌آهنگ‌های دیگری وجود نخواهد داشت و او برای آن تور کنسرت برگزار نمی‌کند.
سایرس دو هفته قبل از منتشر شدن اکنون جوانتر اظهار داشت که آلبوم بعدی «بیش از [آلبوم] است» و «در حال حاضر ترانه‌ها عمیق‌تر از آلبوم قبلی است». با این حال، او بعداً گفت که کار در آلبوم را از اوایل سال ۲۰۱۸ آغاز کرد. از زمان آغاز تولید در سال ۲۰۱۸، سایرس با هنرمندان زیادی در این پروژه از جمله آلما، مارک رانسون، مکس مارتین، مایک ویل مید ایت نپتون، اندرو ویات، بیلی آیدل، رایان تدر، اندرو وات و علی تامپوسی کار کرده‌است. سایرس و رانسون در نوامبر ۲۰۱۹ همکاری خود با عنوان «چیزی مانند قلب نمی‌شکند» را به عنوان تک‌آهنگ آغازین آلبوم رانسون (۲۰۱۹) منتشر کردند که سایرس آن را «معرفی خوب» و «سنگین‌تر» از رکورد آینده خود توصیف کرد. در دسامبر ۲۰۱۹، سایرس اذعان کرد که کارگردانی موسیقی اکنون جوان‌تر «دقیقاً خانه [او] نبود» و به رانسون اعتبار داد «[به او کمک کرد] صدای [او] را بیرون بکشد، جایی که [او] می‌تواند همه کارهایی را انجام دهد که [او می‌خواست]، که مدرن تر است.»
سایرس از بریتنی اسپیرز، متالیکا و ترنت رزنر به عنوان تأثیرگذاری موسیقی در آلبوم نام برده‌است. وی تأیید کرده‌است که بیلی آیدل و دوآ لیپا از مهمانان آلبوم هستند و ترانه‌ای با مارک رانسون با عنوان «زیاد» ضبط خواهد شد.

## انتشار
«رکورد من اون مایلی سایرس است نام دارد. او جنسیتی را نشان نمی‌دهد. او فقط یک زن نیست. او به واژن اشاره نمی‌کند. او یک نیروی طبیعت است. او قدرتمند است. او می‌تواند هر چیزی که می‌خواهید باشید باشید، بنابراین، او همه چیز است. او فوق‌العاده او است. او یک زن است. او She-EO است.»

— سایرس معنای عنوان آلبوم را توصیف می‌کند.

### ۲۰۱۸–۲۰۱۹
سایرس در ژوئیه ۲۰۱۸ همه پست‌هایش را از حساب اینستاگرام خود پاک کرد و تا ماه نوامبر تا زمانی که او برای اعلام همکاری با رانسون بازگشت، غایب بود و کار بر روی رکورد آینده خود را ادامه داد. سایرس و رانسون در حین تبلیغ «هیچ چیز مانند قلب نمی‌شکند» در طی مصاحبه با مت ویلکینسون از مجله بیت ۱ گفتند که آنها «۸۰٪ کار بر روی آلبوم‌هایشان تمام شده‌اند و به‌طور آزمایشی برای پروژه سایرس در ژوئن ۲۰۱۹ برنامه‌ریزی شده‌است.»
سایرس با اعلام تکمیل آلبوم در ماه مه، جلسه خصوصی گوش دادن به آلبوم را برای مدیران رادیو آی‌هارت برگزار کرد. در تاریخ ۹ مه، سایرس در شبکه‌های اجتماعی اعلام کرد که در ۳۰ مه موسیقی جدیدی را منتشر خواهد کرد و بعداً اظهار داشت که پخش موسیقی جدید او «غیرمتعارف» خواهد بود. در تاریخ ۳۱ ماه مه، سایرس توئیت کرد که عنوان این رکورد او مایرس سایرس است، خواهد بود و قبل از آن سه آلبوم چندآهنگه ارائه خواهد شد: اون داره میاد در ۳۱ مه ۲۰۱۹، اون اینجاست و او همه چیز است. سایرس سه ای‌پی را با «سه‌گانه متفاوت» توصیف کرد که با هم رکورد تمام طول را تشکیل می‌دهند. فهرست آهنگ‌های آنها ماهیتاً «فصلی» بود. او در رابطه با «او می‌خواهد سبک و احساس گرما کند» اوایل تابستان، و او اینجاست و او همه چیز را «سردتر و کمی تاریک تر» می‌داند زیرا چرخه انتشار تا پاییز گسترش می‌یابد. او اینجاست با الهام از "حال و هوای [سایرس]"، در حالی که قرار است او همه چیز باشد، بیشتر بالاد محور باشد. او بعداً توضیح داد که ضمیر "او" در عنوان آلبوم «مطمئن‌ترین نسخه از خودش» را توصیف می‌کند.
سایرس پس از جدایی از همسرش لیام همسورث در ماه اوت، کار خود را روی این آلبوم را ادامه داد. در ماه بعد، گزارش شد که سایرس در به روزرسانی آلبوم موجود که قبل از طلاق کامل شده بود یا کلا حذف این نسخه از رکورد، بلاتکلیف بود. در تاریخ ۲۰ اکتبر، از ویدئوی زنده اینستاگرام سایرس حدس زده شد که تاریخ انتشار آلبوم کامل برای تولد وی در ۲۳ نوامبر ۲۰۱۹ برنامه‌ریزی شده‌است. در تاریخ ۳ نوامبر، رانسون اظهار داشت که قرار است همکاری‌های سایرس با وی به‌طور آزمایشی قبل از پایان همان سال منتشر شود. در ۹ نوامبر، گزارش شد که موسیقی جدید سایرس به دلیل جراحی صوتی سایرس، از اوایل آن ماه تا اوایل سال ۲۰۲۰ به تأخیر می‌افتد.

### ۲۰۲۰
در سال نو ۲۰۲۰، سایرس یک فیلم برجسته از دهه گذشته را بارگذاری کرد و اعلام کرد که «دوره جدید اکنون آغاز می‌شود.» وی در مصاحبه ای با دیجی اسمالزی در ۴ مارس اظهار داشت که «[او] بسیار نزدیک می‌شد [و] احساس اضطرار می‌کرد» و در تاریخ ۴ اوت کلیپی از موزیک ویدئوی ترانه خود را هانا مونتانا ۲: ملاقات با مایلی سایرس و «از اول شروع کن» با هشتگ #sheisoming و #butforrealthistime توییت کرد. با انتشار تک آهنگ «آسمان نیمه‌شب» در ۱۴ اوت، سایرس با تأکید بر اینکه «امسال بسیار غیرمنتظره بود و حدس می‌زنم احساس می‌کردم که این اتفاق نمی‌افتد» با لغو ای‌پی اون اینجاست و اون همه‌چیزه منطقی است که من دو پروژه بعدی را ادامه دهم.» وی اظهار داشت که برنامه ای برای انتشار پروژه تمام عیار در آینده نزدیک ندارد زیرا «هنگامی که شما یک رکورد می‌نویسید، بسیاری از اوقات، شما در حال نوشتن تجربیات خود هستید، و سپس تا زمان ظهور رکورد، شما در گذشته تجربه کرده‌اید که «در حالی که انتشار تک آهنگ‌های مستقل» به شما امکان می‌دهد در زمان واقعی با طرفداران خود صحبت کنید.» وی از آن زمان تأیید کرده‌است که صبر خواهد کرد تا زمانی که بتواند برای انتشار پروژه دوباره به تور برود. بعداً گزارش شد که این آلبوم در نوامبر سال ۲۰۲۰ منتشر خواهد شد.
در ۲۳ اکتبر ۲۰۲۰، سایرس اعلام کرد که عنوان جدید این آلبوم قلب‌های پلاستیکی است و برای انتشار در ۲۷ نوامبر ۲۰۲۰ برنامه‌ریزی شده‌است. پیش‌سفارش آلبوم در ۲۳ اکتبر در دسترس قرار گرفت.

## جلد هنری آلبوم
جلد هنری قلب‌های پلاستیکی توسط میک راک عکسبرداری شده‌است؛ که به دلیل کار با هنرمندانی از جمله جون جت و دبی هری مشهور است.

## بازخورد
قلب‌های پلاستیکی پس از انتشار به‌طور کلی نقدهای مثبتی را دریافت کرد. این آلبوم در متاکریتیک بر اساس نظر ۲۲ منتقد امتیاز ۷۲ از ۱۰۰ را کسب کرد که نشان‌دهندهٔ «نقدهای عموماً مطلوب» است. این آلبوم بیشترین امتیاز را در مقایسه با دیگر آثار سایرس در متاکریتیک داشت.

## فهرست قطعه‌ها
| نسخه استاندارد | نسخه استاندارد                     | نسخه استاندارد | نسخه استاندارد                                  | نسخه استاندارد |
| شماره          | نام                                | نویسنده(ها) | تهیه‌کننده(ها)                                   | مدت            |
| -------------- | ---------------------------------- | --- | ----------------------------------------------- | -------------- |
| ۱.             | «چه میدونم»                        | مایلی سایرس رایان تدر الکساندرا تمپوسی اندرو وات لوئیس بل                                                                 | اندرو وات بل                                    | ۲:۵۱           |
| ۲.             | «قلب‌های پلاستیکی»                  | سایرس تدر تمپوسی وتمن بل                                                                                                  | وات بل                                          | ۳:۲۵           |
| ۳.             | «فرشته‌ای مثل تو»                   | سایرس تدر تمپوسی وتمن بل                                                                                                  | وات بل                                          | ۳:۱۶           |
| ۴.             | «زندانی» (به همراه دوآ لیپا)       | سایرس دوآ لیپا تمپوسی Michael Pollack وتمن د مانسترز اند استرنجرز د مانسترز اند استرنجرز د مانسترز اند استرنجرز جان بلیون | وات د مانسترز اند استرنجرز بلیون [m]            | ۲:۴۹           |
| ۵.             | «چیزی که می‌خوام رو بهم بده»        | سایرس Majid Al-Maskati تمپوسی وتمن بل                                                                                     | وات بل                                          | ۲:۳۱           |
| ۶.             | «خزیدن در شب» (به همراه بیلی آیدل) | سایرس بیلی آیدل تدر پولاک تمپوسی وتمن نیتان پرز تیلور هاوکینز                                                             | وات هپی پرز                                     | ۳:۰۹           |
| ۷.             | «آسمان نیمه‌شب»                     | سایرس ایسی جوبر بلیون تمپوسی وتمن بل                                                                                      | وات بل                                          | ۳:۴۳           |
| ۸.             | «نئشه»                             | سایرس Jennifer Decilveo Caitlyn Smith                                                                                     | مارک رانسون Take a Daytrip اندرو ویات           | ۳:۱۶           |
| ۹.             | «ازم متنفر باش»                    | سایرس تمپوسی وتمن بل | وات بل                                          | ۲:۳۷           |
| ۱۰.            | «کارمای بد» (به همراه جون جت)      | سایرس جوبر | رانسون Kenny Laguna [m] The Picard Brothers [m] | ۳:۰۸           |
| ۱۱.            | «هیچوقت من نیستم»                  | سایرس زوبر رانسون | رانسون برندون بوست [m]                          | ۳:۳۵           |
| ۱۲.            | «جی استرینگ طلایی»                 | سایرس اندرو ویات | ویات امیلی هینی                                 | ۳:۵۵           |
| مجموع مدت:     | مجموع مدت:                         | مجموع مدت: | مجموع مدت:                                      | ۳۸:۱۵          |

| نسخه دیجیتال | نسخه دیجیتال                                       | نسخه دیجیتال                                | نسخه دیجیتال  | نسخه دیجیتال |
| شماره        | نام                                                | نویسنده(ها)                                 | تهیه‌کننده(ها) | مدت          |
| ------------ | -------------------------------------------------- | ------------------------------------------- | ------------- | ------------ |
| ۱۳.          | «آسمان نیمه‌شب» (به همراه استیوی نیکس)              | سایرس استیوی نیکس تمپوسی جوبر بلیون وتمن بل | وات بل        | ۳:۴۰         |
| ۱۴.          | «قلب شیشه‌ای» (زنده در جشنواره موسیقی رادیو آی‌هارت) | کریس استین دبی هری                          | استیکی جونز   | ۳:۳۳         |
| ۱۵.          | «زامبی» (زنده در فستیوال NIVA)                     | دلارس اریوردن                               | جونز          | ۴:۵۰         |

| نسخه جلسه‌های حیاط پشت اپل میوزیک | نسخه جلسه‌های حیاط پشت اپل میوزیک      | نسخه جلسه‌های حیاط پشت اپل میوزیک | نسخه جلسه‌های حیاط پشت اپل میوزیک | نسخه جلسه‌های حیاط پشت اپل میوزیک |
| شماره                            | نام                                   | نویسنده(ها)                      | تهیه‌کننده(ها)                    | مدت                              |
| -------------------------------- | ------------------------------------- | -------------------------------- | -------------------------------- | -------------------------------- |
| ۱۶.                              | «نئشه» (جلسه‌های حیاط خلوت)            | سایرس دکلیویو اسمیت              | رانسون                           | ۳:۱۸                             |
| ۱۷.                              | «قلب‌های پلاستیکی» (جلسه‌های حیاط خلوت) | سایرس تدر تمپوسی وتمن بل         | وات بل                           | ۳:۲۲                             |
| ۱۸.                              | «ریسمان طلایی» (جلسه‌های حیاط خلوت)    | سایرس ویات                       | ویات                             | ۳:۵۳                             |
| ۱۹.                              | «فرشته‌ای مثل تو» (جلسه‌های حیاط خلوت)  | سایرس تدر تمپوسی وتمن بل         | وات بل                           | ۳:۱۷                             |

| نسخه ژاپنی | نسخه ژاپنی                               | نسخه ژاپنی                                  | نسخه ژاپنی |
| شماره      | نام                                      | نویسنده(ها)                                 | مدت        |
| ---------- | ---------------------------------------- | ------------------------------------------- | ---------- |
| ۱۶.        | «قلبم مال کیه؟» (زنده از آی‌هارت فستیوال) | سایرس آنتونیا آرماتو تیم جیمز دیوریم کالگلو | nil        |

### اعتبار نمونه
- «زندانی» شامل یک تناسب از ترانه «فیزیکی» از الیویا نیوتن جان است.[۴۵]

## جدول‌ها
| جدول (۲۰۲۰–۲۰۲۱)                         | بالاترین موقعیت |
| ---------------------------------------- | --------------- |
| آلبوم‌های آرژانتینی (CAPIF)               | ۸               |
| آلبوم‌های استرالیایی (ای‌آرآی‌ای)           | ۳               |
| آلبوم‌های اتریشی (آلبوم‌های او۳)           | ۸               |
| آلبوم‌های بلژیکی (اولتراتاپ فلاندرز)      | ۷               |
| آلبوم‌های بلژیکی (اولتراتاپ والونیا)      | ۱۹              |
| آلبوم‌های کانادایی (بیلبورد)              | ۱               |
| آلبوم‌های چک (سی‌ان‌اس آی‌اف‌پی‌آی)            | ۱۴              |
| آلبوم‌های دانمارکی (هیت‌لیستن)             | ۱۶              |
| آلبوم‌های هلندی (جدول‌های هلند)            | ۹               |
| آلبوم‌های فنلاندی (جدول رسمی فنلاند)      | ۷               |
| آلبوم‌های فرانسوی (اس‌ان‌ئی‌پی)              | ۴۲              |
| آلبوم‌های آلمانی (۱۰۰ آلبوم برتر رسمی)    | ۱۵              |
| آلبوم‌های هنگ کنگ (KKBox)                 | ۳۱              |
| آلبوم‌های مجارستانی (ماهاز)               | ۳۵              |
| آلبوم‌های ایرلندی (شرکت جدول‌های رسمی)     | ۳               |
| آلبوم‌های ایتالیایی (فیمی)                | ۹               |
| آلبوم‌های لیتوانیایی (AGATA)              | ۳               |
| آلبوم‌های نیوزیلندی (آرام‌ان‌زد)            | ۲               |
| آلبوم‌های نروژی (وی‌جی-لیستا)              | ۵               |
| آلبوم‌های لهستانی (زدپی‌ای‌وی)              | ۱۱              |
| آلبوم‌های پرتغالی (ای‌اف‌پی)                | ۹               |
| آلبوم‌های اسکاتلندی (شرکت جدول‌های رسمی)   | ۱۶              |
| آلبوم‌های اسپانیایی (PROMUSICAE)          | ۴               |
| آلبوم‌های سوئدی (برترین‌های سوئد)          | ۱۲              |
| آلبوم‌های سوئیسی (جدول موسیقی سوئیس)      | ۴               |
| آلبوم‌های تایوانی (KKBox)                 | ۱               |
| آلبوم‌های بریتانیا (شرکت جدول‌های رسمی)    | ۴               |
| بیلبورد ۲۰۰ ایالات متحده                 | ۲               |
| آلبوم‌های راک برتر ایالات متحده (بیلبورد) | ۱               |

## گواهی‌نامه‌ها
| منطقه                                                                      | گواهی  | واحد گواهی‌شده/فروش |
| -------------------------------------------------------------------------- | ------ | ------------------ |
| استرالیا (آی‌اف‌پی‌آی استرالیا)                                               | طلا    | ۳۵٬۰۰۰^            |
| برزیل (پرو موزیکا برزیل)                                                   | پلاتین | ۴۰٬۰۰۰             |
| دانمارک (آی‌اف‌پی‌آی)                                                         | طلا    | ۱۰٬۰۰۰             |
| ایتالیا (اف‌آی‌ام‌آی)                                                         | طلا    | ۲۵٬۰۰۰             |
| نیوزیلند (آرآی‌ای‌ان‌زد)                                                      | طلا    | ۷٬۵۰۰              |
| نروژ (آی‌اف‌پی‌آی نروژ)                                                       | طلا    | ۱۰٬۰۰۰*            |
| لهستان (زدپی‌ای‌وی)                                                          | طلا    | ۱۰٬۰۰۰             |
| اسپانیا (سازنده‌های موسیقی)                                                 | طلا    | ۲۰٬۰۰۰             |
| سوئیس (آی‌اف‌پی‌آی سوئیس)                                                     | طلا    | ۱۰٬۰۰۰             |
| بریتانیا (بی‌پی‌آی)                                                          | طلا    | ۱۰۰٬۰۰۰            |
| * رقم فروش تنها بر پایهٔ گواهی‌ها. · رقم فروش+پخش جاری تنها بر پایهٔ گواهی‌ها. |        |                    |

## تاریخچه انتشار
| منطقه | تاریخ          | فرمت‌ها                             | ناشر        | منا.          |
| ----- | -------------- | ---------------------------------- | ----------- | ------------- |
| جهانی | ۲۷ نوامبر ۲۰۲۰ | لوح فشرده دانلود موسیقی رسانه جاری | آرسی‌ای      | [ ۸۵ ] [ ۸۶ ] |
| ژاپن  | ۱۶ دسامبر ۲۰۲۰ | سی‌دی                               | سونی میوزیک | [ ۸۷ ] [ ۸۸ ] |
| جهانی | ۲۰۲۱           | صفحه گرامافون                      | آرسی‌ای      | [ ۸۹ ]        |